# NGC 5577
NGC 5577 (również PGC 51286 lub UGC 9187) – galaktyka spiralna (Sbc), znajdująca się w gwiazdozbiorze Panny. Odkrył ją 26 kwietnia 1849 roku George Stoney – asystent Williama Parsonsa.